# Décès en 1167
Décès
- 1163
- 1164
- 1165
- 1166
- 1167
- 1168
- 1169
- 1170
- 1171

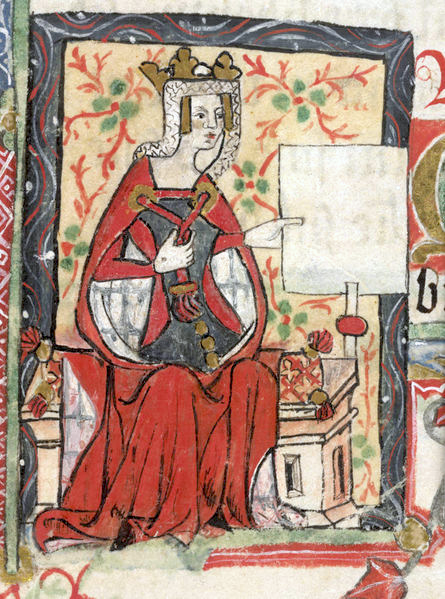
Mathilde l'Emperesse, morte en 1167.

Cette page dresse une liste de personnalités mortes au cours de l'année 1167 :
- 23 ou 28 janvier : Abraham ibn Ezra (né v. 1092), grammairien, traducteur, poète, exégète, philosophe, mathématicien et astronome andalou.
- 14 mars : Rostislav Ier, grand-prince de Kiev.
- 12 avril : Karl Sverkersson, roi de Suède.
- 30 avril : Ugo Pierleoni, cardinal italien.
- 17 juin : Raoul II de Vermandois, comte de Vermandois et de Valois.
- 1er juillet : Nicolas de Chièvres, évêque de Cambrai.
- 9 août : Alexandre II, prince-évêque de Liège.
- 14 août : Rainald von Dassel, archevêque de Cologne et archichancelier d'Italie.
- 14 ou 15 août : Děpold Ier de Bohême, prince de la famille des Přemyslides.
- 19 août : 
  - Frédéric IV, duc de Souabe.
  - Werner II de Habsbourg, landgrave de Haute-Alsace.
- 10 septembre : Mathilde l’Emperesse (55 ans), reine d'Angleterre, fille du roi Henri Ier d’Angleterre dit Henri Ier Beauclerc, épouse de l’empereur germanique Henri V, puis du comte d’Anjou et du Maine, et duc de Normandie, Geoffroy V d’Anjou, dit « Geoffroy Plantagenêt », mère d’Henri II Plantagenêt (° v. 1102).
- 12 septembre : Welf VII, duc de Spolète.
- 3 octobre : Philippe Ier, 2e abbé de Parc (en Belgique, près de Louvain).
- 15 octobre : Raimond Ier Trencavel, vicomte de Béziers, de Carcassonne et d'Albi, est massacré à Béziers par les habitants de la ville[1].
- 7 novembre : Toirdhelbach mac Diarmata Ua Briain, roi de Munster.

- Alaungsithu, quatrième roi de Pagan, en Birmanie (Union du Myanmar).
- Buris Henriksen, prince royal danois qui fut duc de Jutland-du-Sud c'est-à-dire de Sønderjylland.
- Christian Ier d'Oldenbourg, comte d'Oldenbourg.
- Idesbald des Dunes, 3e abbé de l’abbaye cistercienne des Dunes (commune de Coxyde, Flandre-Occidentale, Belgique).
- Robert de Melun, théologien scolastique chrétien né en Angleterre mais qui a travaillé en France. Il a également été évêque de Hereford.
- Minshinsaw, fils du roi de Pagan Alaungsithu.

date incertaine (vers 1167)
- Artaud III de Pallars Sobirà, comte de Pallars Sobirà.

## Crédit d'auteurs
- Cet article est partiellement ou en totalité issu de l'article intitulé « 1167 » (voir la liste des auteurs).